# Лэмми, Дэвид
Дэвид Линдон Лэмми (англ. David Lindon Lammy; род. 19 июля 1972, Лондон) — британский юрист и политик, занимающий должность министра иностранных дел Соединённого Королевства с июля 2024 года. Член Лейбористской партии, является членом парламента от Тоттенхэма с 2000 года, когда победил на дополнительных выборах. Ранее занимал различные младшие министерские должности при Тони Блэре и Гордоне Брауне с 2002 по 2010 год.

## Биография
Родился 19 июля 1972 года, один из пятерых детей в семье иммигрантов из Гайаны. Окончил Школу востоковедения и африканистики Лондонского университета, в 1994 году принят в коллегию адвокатов Англии и Уэльса. В 1997 году стал первым чернокожим британцем, получившим степень магистра права в Гарвардской школе права.

### Политическая карьера
В 2000 году избран в Лондонскую ассамблею.
22 июня 2000 года победил на дополнительных выборах в лондонском округе Тоттенхэм, организованных после смерти депутата Палаты общин от Лейбористской партии Берни Гранта. Лэмми получил 53,25 % голосов, но явка составила лишь 25,4 %.
10 мая 2005 года при формировании третьего кабинета Тони Блэра был назначен парламентским секретарём Департамента культуры, средств массовой информации и спорта.
29 июня 2007 года было образовано правительство Гордона Брауна, в котором Лэмми получил должность парламентского помощника министра инноваций, университетов и профессионального обучения.
С 5 октября 2008 по 11 мая 2010 года занимал в последнем составе правительства Брауна пост младшего министра высшего образования и интеллектуальной собственности.
В мае-октябре 2010 года — младший министр университетов и науки в теневом кабинете Харриет Харман.
Вследствие отставки Брауна после поражения лейбористов на парламентских выборах 2010 года новым лидером партии был избран Эд Милибэнд (при этом Лэмми поддерживал кандидатуру его брата Дэвида), а с 4 по 7 октября 2010 года прошли выборы нового теневого кабинета, по итогам которых Лэмми набрал только 80 голосов парламентариев и не смог занять одно из первых 19 мест, дававших право на должность теневого министра. От предложенного Милибэндом поста теневого младшего министра Лэмми отказался.
4 апреля 2020 года в первом туре прямых выборов лидера лейбористов победил Кир Стармер. 5 апреля он сформировал свой теневой кабинет, в котором Лэмми был назначен теневым министром юстиции.
29 ноября 2021 года Стармер произвёл несколько кадровых перестановок в теневом правительстве, в числе прочих мер повысив в должности Дэвида Лэмми — он стал теневым министром иностранных дел.

### Работа в правительстве
5 июля 2024 года получил портфель министра иностранных дел в лейбористском правительстве Стармера, сформированном после поражения консерваторов на парламентских выборах.

## Политические взгляды

### Преступность
Лэмми высказывался о чернокожих и представителях этнических меньшинств, особенно о молодых людях, в контексте их отношения к преступности и их обращения с системой уголовного правосудия.
11 августа 2011 года, в обращении к парламенту, Лэмми частично объяснил причины беспорядков в Англии, произошедших несколькими днями ранее, разрушительными «культурами», которые возникли под влиянием действующих политик. Он также заявил, что законодательство, ограничивающее степень насилия, которое родители могут применять при дисциплинировании своих детей, частично виновато в нынешней молодежной культуре, способствовавшей беспорядкам.
В сентябре 2017 года Лэмми заявил, что система уголовного правосудия имеет дело с «непропорциональным числом» молодых людей из чернокожих и этнических меньшинств: хотя решения о предъявлении обвинений были «в целом пропорциональными», он утверждал, что чернокожие и этнические меньшинства всё ещё сталкиваются с предвзятостью. Лэмми сказал, что молодые чернокожие люди в девять раз чаще попадают в тюрьму, чем «сравнимые» белые люди, и предложил ряд мер, включая систему «отложенного преследования» для молодых правонарушителей, совершающих преступление впервые, чтобы сократить число заключений. Лэмми утверждал, что чернокожие и этнические меньшинства совершают преступления «с той же частотой», что и сопоставимые белые люди, «с учётом возраста и социально-экономического статуса»; однако, их чаще останавливают и обыскивают, если предъявляют обвинение, их чаще признают виновными, чаще отправляют в тюрьму и реже оказывают поддержку в тюрьме.
В 2018 году Лэмми обвинил тогдашнего премьер-министра Терезу Мэй, министра внутренних дел Эмбер Радд и мэра Лондона Садика Хана в том, что они не взяли на себя ответственность за смертельные ножевые ранения в Лондоне. Он также критиковал неравенство, высокий уровень безработицы среди молодых чернокожих мужчин и сокращение местными властями услуг для молодежи и программ по работе с молодежью.

### Вопросы расы, предвзятости и равенства
Лэмми высказывался о истории рабства в Британии. Он также критиковал Оксфордский университет за то, что он принимает относительно мало чернокожих студентов и студентов из неблагополучных семей. Он считает, что скандал Windrush касается несправедливости по отношению к поколению людей, которые являются британцами, обустроили свои дома и работали в Британии, и заслуживают лучшего отношения.
5 февраля 2013 года Лэмми выступил в палате общин с речью о том, почему он будет голосовать за законопроект о браке (однополые пары), критически сравнив сведение британских однополых пар к гражданским партнерствам с доктриной «раздельного, но равного» правового режима, который оправдывал законы Джима Кроу в Соединённых Штатах XX века.
В январе 2016 года тогдашний премьер-министр Дэвид Кэмерон поручил Лэмми подготовить отчет о влиянии расовой дискриминации и неравенства на процедуры полиции, судов, тюрем и службы пробации. Лэмми опубликовал свой отчет в сентябре 2017 года, заключив, что судебное преследование некоторых подозреваемых из числа чернокожих и этнических меньшинств должно быть отложено или полностью прекращено для снижения расовой предвзятости.
В том же месяце Лэмми заявил, что один миллион индийцев пожертвовали своими жизнями во время Второй мировой войны ради «Европейского проекта», что подверглось критике со стороны The Spectator.
Он выступал против антисемитизма в Лейбористской партии и присутствовал на митинге «Хватит значит хватит» (Enough is Enough rally). На митинге Лэмми заявил, что антисемитизм «вернулся, потому что экстремизм вернулся» и наносит ущерб поддержке Лейбористской партии среди еврейской общины Британии.
В январе 2019 года Лэмми назвал наличие колонки Рода Лиддла в еженедельной газете «национальным позором» и обвинил Лиддла в «привилегиях белого среднего класса» за выражение мнения о том, что отсутствие отцов играет роль в насильственных преступлениях с участием чернокожих подростков. В статье для The Spectator Лиддл оспорил утверждение Лэмми о том, что он вырос в семье, зависящей от налоговых кредитов, которые были введены в Соединённом Королевстве, когда Лэмми было 31 год. Лэмми высказывал тот же аргумент — что отсутствие отцов является «ключевой причиной ножевых преступлений» — в 2012 году.
Лэмми снял документальный фильм для Channel 4 ко Дню памяти под названием «Незабытые: забытые герои войны Британии», который был показан 10 ноября 2019 года. В нем он показывает, как африканцы, погибшие на своём континенте, служа Британии во время Первой мировой войны, были лишены чести иметь индивидуальную могилу, несмотря на репутацию Комиссии по военным захоронениям Содружества за равенство. Документальный фильм был произведен продюсерской компанией профессора Дэвида Олусоги; Олусога описал неспособность увековечить память чернокожих и азиатских солдат как один из «крупнейших скандалов», с которыми он когда-либо сталкивался.
Документальный фильм вдохновил на расследование Комиссию по военным захоронениям Содружества. Последующий отчёт показал, что «повсеместный расизм» лежал в основе неспособности должным образом увековечить память военнослужащих. В отчете говорилось, что до 54 000 погибших из «определенных этнических групп» не получили того же признания, что и белые солдаты, которые погибли, а еще 350 000 военнослужащих, набранных из Восточной Африки и Египта, не были увековечены по имени или вообще не были увековечены. В апреле 2021 года премьер-министр Борис Джонсон принес «безоговорочные извинения» по результатам обзора. Министр обороны Бен Уоллес извинился в палате общин, пообещав исправить ситуацию и принять меры. Лэмми, который сыграл ключевую роль в освещении этого вопроса, назвал это «поворотным моментом».

### Безопасность в Министерстве внутренних дел
В октябре 2022 года Лэмми призвал провести полное расследование предполагаемого нарушения безопасности, допущенного Суэллой Браверман. Лэмми заявил: «Министр внутренних дел — это самая серьёзная должность в нашем государстве. Этот человек принимает решения по вопросам терроризма и контртерроризма, принимает решения по поводу очень, очень серьёзных преступников, должны ли они быть освобождены из тюрьмы, и по этой причине, к сожалению, его суждения имеют критическое значение. Боюсь, это было упущение в суждении, за которое её справедливо уволили. Вопрос в том, почему её вернули на должность?»

### Внешняя политика
Лэмми является яростным сторонником членства Соединённого Королевства в Европейском союзе. 23 июня 2018 года он выступил на марше «Народное голосование» (People’s Vote) в Лондоне, приуроченном ко второй годовщине референдума о выходе из Европейского союза. «Народное голосование» было кампанией, призывающей к проведению общественного голосования по окончательному соглашению о Брекзите между Соединённым Королевством и Европейским союзом. 30 декабря 2020 года он проголосовал за соглашение о Брекзите, заключённое правительством Бориса Джонсона.
В апреле 2019 года Лэмми подвергся критике за то, что его сравнение Европейской исследовательской группы (состоящей из депутатов-консерваторов) с нацистами и сторонниками апартеида в Южной Африке было «недостаточно сильным».
В конце 2023 года, после бомбардировки лагеря беженцев Джебалия Армией обороны Израиля, Лэмми прокомментировал, что этот удар был неправильным «с этической точки зрения», но также заявил, что «если есть военная цель, это может быть законно оправдано». Эти комментарии были раскритикованы Ассоциацией мусульман Соединённого Королевства как «позорные» и «морально развращённые».

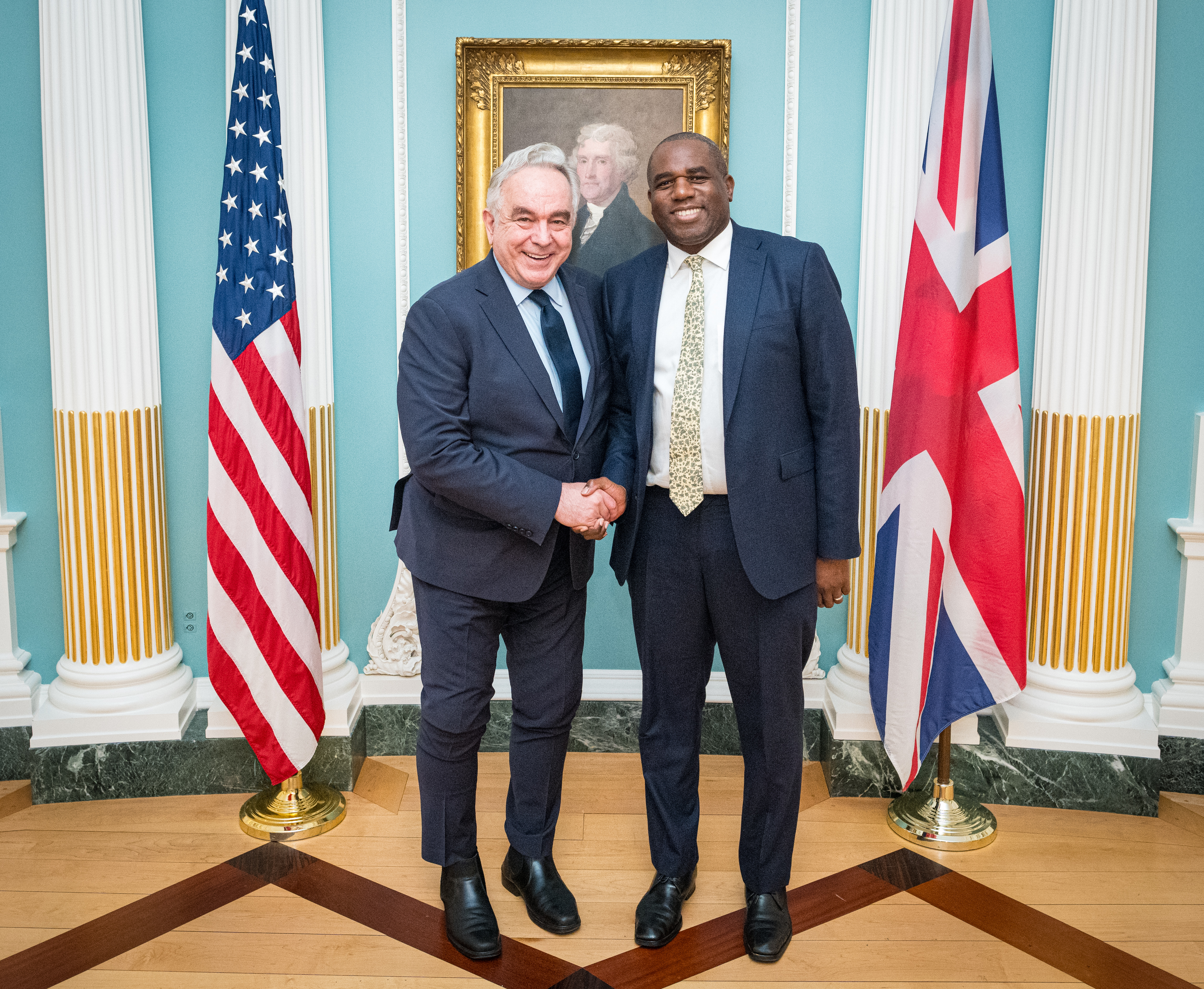
Лэмми с заместителем госсекретаря США Куртом М. Кэмпбеллом 9 мая 2024 года

Лэмми подчеркивал необходимость поддержания сильных отношений с Соединёнными Штатами. Во время поездки в Вашингтон в мае 2024 года Лэмми выступил в Институте Гудзона, где описал себя как «добрый христианин» и «консерватор с маленькой буквы 'к'», имеющий общие интересы с Республиканской партией США.

### Другие взгляды
В своей книге «Out of the Ashes» Лэмми, ссылаясь на беспорядки в Англии в 2011 году, заявил, что «если бы родителям было разрешено бить своих детей, беспорядков бы не произошло», и сказал, что запрет на порку детей следует отменить.
Лэмми описал пожар в башне Гренфелл как «корпоративное убийство» и призвал к арестам; его подруга Хадиджа Сайе погибла в этом пожаре. Также критиковал власти за то, что они не сообщали, сколько людей погибло. Лэмми писал о том, что он считает недостатками жилищного рынка.
Лэмми поддерживает совместный отпуск по уходу за ребёнком, утверждая, что это «нормализует» участие отцов в воспитании детей наравне с матерями, что сделает их более вовлечёнными в воспитание детей. Считает, что препятствия на пути к «более глубокому участию отцов в семейной жизни» не только законодательные, но и культурные. В качестве примера он приводит скандинавские страны, такие как Швеция, где правительствам удалось успешно реализовать эту идею, что, по его словам, также способствовало увеличению гендерного равенства.
Лэмми назвал бывшего премьер-министра Консервативной партии Маргарет Тэтчер «визионерским лидером для Соединённого Королевства», отметив, что «можно спорить с предписаниями миссис Тэтчер, но у неё была большая программа перемен, и она задала курс, который продлился более двух десятилетий».

### Comic Relief
В 2017 году Лэмми в статье для The Guardian утверждал, что Comic Relief поддерживает проблемные стереотипы об Африке и что организация должна использовать свою мощную позицию для продвижения более конструктивного образа африканских людей как равных. Его комментарии появились после того, как видео с Эдом Шираном, встречающим и спасающим ребёнка в Либерии, было подвергнуто критике как "порно бедности" и получило премию "Rusty Radiator" за "самое оскорбительное и стереотипное видео года для сбора средств". В 2018 году, в ответ на комментарии Лэмми и негативную реакцию на видео Ширана, Comic Relief объявил, что предпримет шаги к изменениям, прекратив использовать знаменитостей в своих обращениях.
В феврале 2019 года Лэмми раскритиковал Стейси Дули за фотографии, которые она разместила в социальных сетях о своей поездке в Уганду для Comic Relief, заявив, что "миру не нужно больше белых спасателей" и что она "поддерживает устаревшие и вредные стереотипы об Африке". Также отметил, что не ставит под сомнение её "добрые намерения". Пожертвования, полученные для трансляции Red Nose Day в марте 2019 года, снизились на 8 миллионов фунтов стерлингов, и собранная сумма была самой низкой с 2007 года, что некоторые связывают с замечаниями Лэмми. Критиками его точки зрения были основатель Википедии Джимми Уэйлс и депутат Консервативной партии Крис Филп. Лэмми ответил на критику заявлением, в котором он отметил, что снижение пожертвований было вызвано такими факторами, как меры жёсткой экономии, снижение числа зрителей, тенденции в благотворительном секторе и усталость от формата, и что он надеется, что его комментарии "вдохновят благотворительную организацию освежить её имидж и задуматься о том, как её продукция влияет на наши представления об Африке".
В октябре 2020 года Comic Relief объявила, что больше не будет отправлять знаменитостей в Африку для своих фильмов по сбору средств. Они заявили, что больше не будут показывать Африку с изображениями голодающих людей или тяжело больных детей, вместо этого будут использовать местных кинематографистов для предоставления более "аутентичной" перспективы и возвращения африканцам права голоса.

## Личная жизнь
Лэмми женился на художнице Николе Грин в 2005 году; у пары два сына и дочь. Лэмми — христианин. Также является болельщиком футбольного клуба «Тоттенхэм Хотспур». Имеет двойное гражданство Великобритании и Гайаны. Лэмми утверждает, что его идентичность «британская, английская, ... лондонская ... [но] также европейская». «Я темнокожий, я англичанин, я британец и я горжусь этим», — заявил политик.
В ноябре 2011 года опубликовал книгу «Из пепла: Британия после беспорядков» (Out of the Ashes: Britain After the Riots) о беспорядках в Англии 2011 года. В 2020 году он опубликовал свою вторую книгу «Племена» (Tribes), в которой исследовал социальное разделение и потребность в принадлежности.
Лэмми входит в список 100 великих темнокожих британцев как в 2003, так и в 2020 годах. Он регулярно включался в Powerlist как один из самых влиятельных людей в Великобритании африканского/афро-карибского происхождения, включая последние издания, опубликованные в 2020 и 2021 годах.
С 2019 года Лэмми получает самый высокий доход сверх своей зарплаты депутата среди депутатов Лейбористской партии.
Лэмми считает себя англичанином, заявляя: «Я африканского происхождения, афро-карибского происхождения, но я англичанин». В марте 2021 года Лэмми был гостем на LBC, когда он отверг утверждение звонящего, что двойная идентичность афро-карибского происхождения и английской национальности невозможна.
Лэмми был временным ведущим на LBC и вел еженедельное воскресное шоу с 10:00 до 13:00 с 2022 года по апрель 2024 года.

## Почести
- В 2008 году был приведён к присяге в качестве члена Тайного совета[82]. Это дало ему почётный префикс "Достопочтенный" (The Right Honourable) на всю жизнь;
- Был избран членом Королевского общества искусств; это дало ему постноминальные буквы "FRSA" на время его членства в обществе.